# 完顔合達
完顔 合達（かんがん がったつ、? - 1232年）は、中国金末の軍人。第二次対金戦争でモンゴル帝国軍を相手に活躍した。三峰山の戦いにて戦死。